# Chambre de commerce et d'industrie de Montluçon-Gannat Portes d'Auvergne

Logo de la chambre de commerce et d'industrie de Montluçon-Gannat Portes d'Auvergne

La chambre de commerce et d'industrie de Montluçon-Gannat Portes d'Auvergne  était l'une des 2 CCI du département de l’Allier. En 2015, elle a fusionné avec la chambre de Moulins-Vichy pour former la chambre de commerce et d'industrie Allier, basée à Moulins et qui fait partie de la chambre de commerce et d'industrie de région Auvergne-Rhône-Alpes. Une délégation est toujours présente à Montluçon.

## Missions
Elle était un organisme chargé de représenter les intérêts des entreprises commerciales, industrielles et de service de l'arrondissement de Montluçon et de leur apporter certains services. Cet établissement public gérait en outre des équipements au profit de ces entreprises.
Comme toutes les CCI, elle était placée sous la tutelle du préfet du département représentant le ministère chargé de l'industrie et le ministère chargé des PME, du Commerce et de l'Artisanat.

### Service aux entreprises
- Centre de formalités des entreprises
- Assistance technique au commerce
- Assistance technique à l'industrie
- Assistance technique aux entreprises de service
- Point A (apprentissage)

### Gestion d'équipements
- Aéroport de Montluçon Guéret

### Centres de formation
- IFAG
- ACI

## Pour approfondir